# 문지윤 (배구 선수)
문지윤(2000년 7월 25일 ~ )은 대한민국의 배구 선수이다. 인천 흥국생명 핑크스파이더스 소속 선수로 활약 중이다.

## 생애
원곡고등학교 출신으로 2018-19 시즌 드래프트에서 기업은행의 1라운드 5순위 지명을 받고 입단한다.
이후 2020년 1월, 2대 2 트레이드(기업은행에서는 문지윤, 김해빈이 GS칼텍스로 이동, GS칼텍스에서는 김현정과 박민지가 기업은행으로 이동)를 통해 GS칼텍스로 이적한다.
2022 순천·도드람컵 프로배구대회 조별리그 2경기와 준결승전, 결승전 4경기에 모두 출전해 63득점을 올리며 팀의 우승을 기여했다. 공격 성공률은 56.48%로 압도적이었다. MVP 투표에서 21표를 받으며 MVP에 오르는 감격을 맛봤다. 
2024년 12월 12일에 흥국생명 김미연과 1대 1 트레이드 되며 데뷔 이래 두 번째로 유니폼을 갈아입었다.